# Tobias Grahn
Tobias Grahn (født 5. marts 1980 i Karlskrona) er en svensk tidligere fodboldspiller. Grahn spillede primært på den offensive midtbane.

## Karriere
Grahn debuterede i en lokal klub, hvorfra han blev hentet til Östers IF. Siden har han spillet i en række forskellige klubber, herunder Vålerenga Fotball, Lyngby Boldklub, AGF (og udlejet herfra til OB), inden han skiftede til den spanske klub Gimnàstic de Tarragona, der dog hurtigt udlejede ham til tyske Hertha BSC Berlin.

### Randers FC
Den 28. januar 2009 blev det offentliggjort, at Grahn havde skrevet en treårig kontrakt med Randers FC. Opholdet i Randers FC var imidlertid ikke succesfuldt, og den 12. november 2009 meddelte parterne, at Grahns kontrakt var ophævet med øjeblikkelig virkning.

### Brønshøj BK
I marts 2013 indgik Grahn kontrakt med den danske 1. divisionsklub Brønshøj Boldklub.

### Gentofte-Vangede IF
I august 2014 skiftede Grahn til Gentofte-Vangede IF, fordi han kendte klubbens træner, Søren Fjorting fra deres fælles fortid i Lyngby Boldklub.

## Landshold
Grahn nåede at spille fire kampe og score ét mål for Sveriges landshold.